# Ярославка (приток Межи)
Ярославка — река в Тверской области России, левый приток Межи (бассейн Западной Двины). Длина реки составляет 17 км.

## Течение
Протекает по территории Бельского (основная часть) и Нелидовского (небольшая часть) районов, а также по их границе.
Берёт начало в болоте на севере Бельского района в 8 км к югу от посёлка Копейки. Течёт в западном направлении по лесной и болотистой местности. Впадает в Межу слева на высоте примерно 168,5 метров над уровне моря. Населённых пунктов на берегу реки нет.

## Притоки
Справа в Ярославку впадает ручей Кривец, берущий начало в том же болоте, что и сама река. Слева на высоте 171,5 метра над уровнем моря впадает река Яжовка.